# Brognon (Ardennes)
Pour les articles homonymes, voir Brognon.
Brognon est une commune française, située dans le département des Ardennes en région Grand Est.

## Géographie

### Localisation
La commune de Brognon est située dans le Nord-Est de la France métropolitaine, dans le département des Ardennes en région Champagne-Ardenne. La commune est située au nord de Signy-le-Petit, à l'est de La Neuville-aux-Joûtes et à 4 kilomètres au sud de la frontière belge. Brognon s'étend sur 7,38 km2 et se situe à une altitude allant de 251 mètres à 323 mères.

### Hydrographie
La commune est dans la région hydrographique « la Seine du confluent de l'Oise (inclus) à l'embouchure » au sein du bassin Seine-Normandie. Elle est drainée par le Gland, le ruisseau de la Gravelotte, le ruisseau des Grosses Pierres et divers autres petits cours d'eau,.
Le Gland, d'une longueur de 37 km, prend sa source dans la commune de Regniowez et se jette  dans l'Oise (rive gauche) à Hirson, après avoir traversé huit communes.

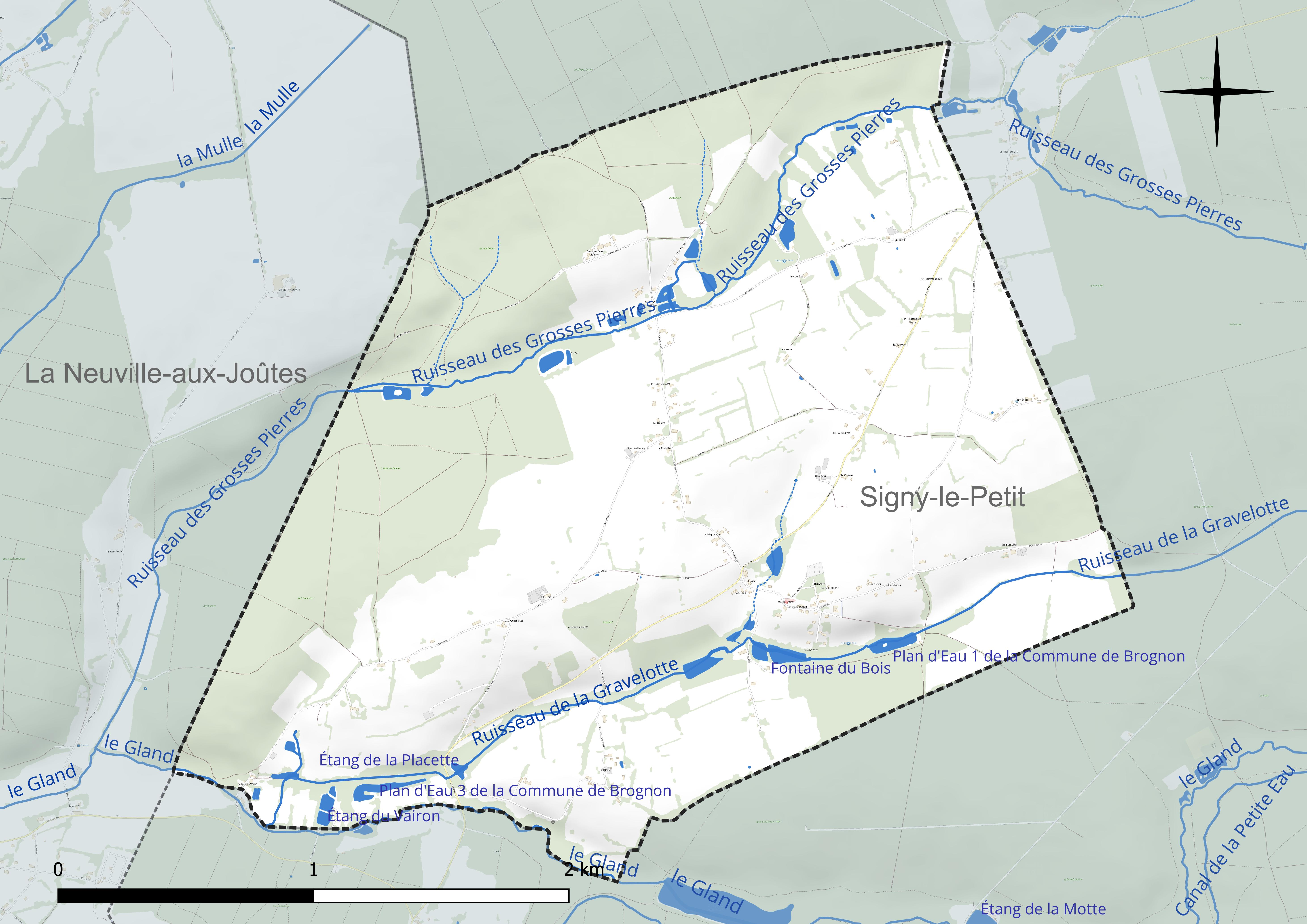
Réseau hydrographique de Brognon.

Six plans d'eau complètent le réseau hydrographique : la fontaine du Bois (1,1 ha), le plan d'eau 1 de la commune de Brognon (0,8 ha), le plan d'eau 2 de la commune de Brognon (0,8 ha), le plan d'eau 3 de la commune de Brognon (0,8 ha), l'étang de la Placette (0,2 ha) et l'étang du Vairon (0,6 ha),.

### Climat
Pour des articles plus généraux, voir Climat du Grand Est et Climat des Ardennes.
En 2010, le climat de la commune est de type climat de montagne, selon une étude du Centre national de la recherche scientifique s'appuyant sur une série de données couvrant la période 1971-2000. En 2020, Météo-France publie une typologie des climats de la France métropolitaine dans laquelle la commune est exposée à un climat océanique altéré et est dans la région climatique Nord-est du bassin Parisien, caractérisée par un ensoleillement médiocre, une pluviométrie moyenne régulièrement répartie au cours de l’année et un hiver froid (3 °C).
Pour la période 1971-2000, la température annuelle moyenne est de 9 °C, avec une amplitude thermique annuelle de 14,9 °C. Le cumul annuel moyen de précipitations est de 1 065 mm, avec 14,4 jours de précipitations en janvier et 10,5 jours en juillet. Pour la période 1991-2020, la température moyenne annuelle observée sur la station météorologique de Météo-France la plus proche, « Rocroi », sur la commune de Rocroi à 17 km à vol d'oiseau, est de 9,5 °C et le cumul annuel moyen de précipitations est de 1 210,4 mm. 
La température maximale relevée sur cette station est de 37,6 °C, atteinte le 25 juillet 2019 ; la température minimale est de −14,7 °C, atteinte le 4 février 2012,,.
Les paramètres climatiques de la commune ont été estimés pour le milieu du siècle (2041-2070) selon différents scénarios d'émission de gaz à effet de serre à partir des nouvelles projections climatiques de référence DRIAS-2020. Ils sont consultables sur un site dédié publié par Météo-France en novembre 2022.

## Urbanisme

### Typologie
Au 1er janvier 2024, Brognon est catégorisée commune rurale à habitat très dispersé, selon la nouvelle grille communale de densité à 7 niveaux définie par l'Insee en 2022.
Elle est située hors unité urbaine et hors attraction des villes,.

### Occupation des sols
L'occupation des sols de la commune, telle qu'elle ressort de la base de données européenne d’occupation biophysique des sols Corine Land Cover (CLC), est marquée par l'importance des territoires agricoles (62 % en 2018), une proportion identique à celle de 1990 (62 %). La répartition détaillée en 2018 est la suivante : 
prairies (62 %), forêts (37,9 %), milieux à végétation arbustive et/ou herbacée (0,1 %). L'évolution de l’occupation des sols de la commune et de ses infrastructures peut être observée sur les différentes représentations cartographiques du territoire : la carte de Cassini (XVIIIe siècle), la carte d'état-major (1820-1866) et les cartes ou photos aériennes de l'IGN pour la période actuelle (1950 à aujourd'hui).

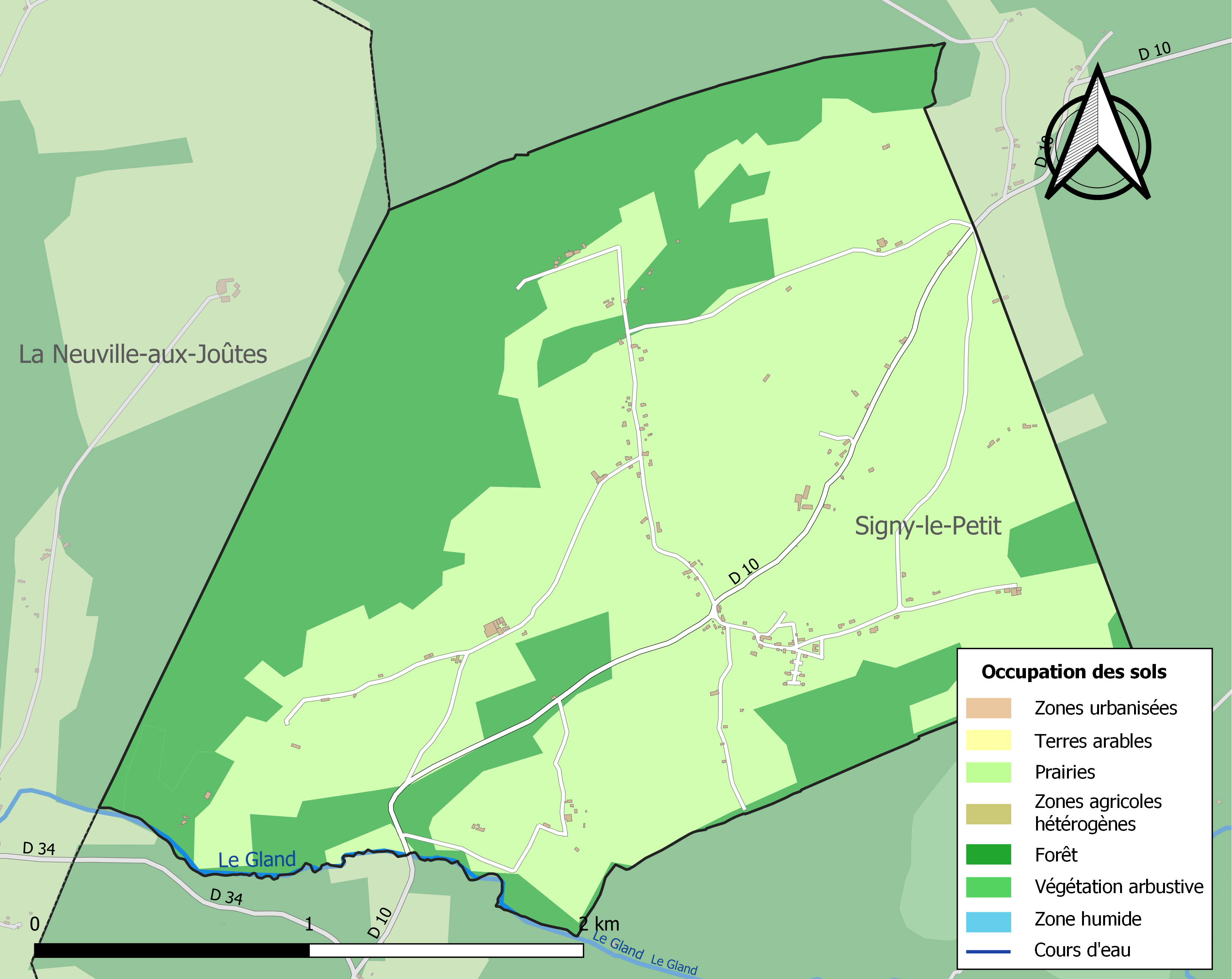
Carte des infrastructures et de l'occupation des sols de la commune en 2018 (CLC).

## Toponymie
Noté Broignon en 1268, le village tire son nom du gaulois *Brāuonio-magos, soit le « marché du moulin » ou le lieu de « Brāvonios » (nom propre).

## Histoire
C'est en 1261 qu'Injoran, ou Enguerrand, de Rumigny fonde le village de Brognon auquel il accorde deux ans plus tard une charte de liberté.
En mars 1268, il fait une convention avec l'abbé de Bucilly, qui lui cède à titre de trécens (redevance foncière s'ajoutant au cens ou loyer) sa vie durant la grosse dîme de Brognon.
On croit que ce seigneur a accompagné saint Louis à la VIIIe croisade en 1270.

## Politique et administration
| Période                                  | Période                   | Identité                                      | Étiquette | Qualité                        |
| ---------------------------------------- | ------------------------- | --------------------------------------------- | --------- | ------------------------------ |
| Les données manquantes sont à compléter. |                           |                                               |           |                                |
| 1995                                     | En cours (au 23 mai 2020) | Thierry Hubert Réélu pour le mandat 2020-2026 |           | Réélu pour le mandat 2014-2020 |

Brognon a adhéré à la charte du parc naturel régional des Ardennes, à sa création en décembre 2011.

## Démographie
L'évolution du nombre d'habitants est connue à travers les recensements de la population effectués dans la commune depuis 1793. Pour les communes de moins de 10 000 habitants, une enquête de recensement portant sur toute la population est réalisée tous les cinq ans, les populations de référence des années intermédiaires étant quant à elles estimées par interpolation ou extrapolation. Pour la commune, le premier recensement exhaustif entrant dans le cadre du nouveau dispositif a été réalisé en 2006.

En 2022, la commune comptait 130 habitants, en évolution de −13,91 % par rapport à 2016 (Ardennes : −2,97 %, France hors Mayotte : +2,11 %).
| 1793 | 1800 | 1806 | 1821 | 1831 | 1836 | 1841 | 1846 | 1851 |
| ---- | ---- | ---- | ---- | ---- | ---- | ---- | ---- | ---- |
| 482  | 346  | 564  | 549  | 609  | 618  | 618  | 608  | 630  |

| 1866 | 1872 | 1876 | 1881 | 1886 | 1891 | 1896 | 1901 | 1906 |
| ---- | ---- | ---- | ---- | ---- | ---- | ---- | ---- | ---- |
| 545  | 522  | 502  | 477  | 465  | 411  | 412  | 391  | 414  |

| 1911 | 1921 | 1926 | 1931 | 1936 | 1946 | 1954 | 1962 | 1968 |
| ---- | ---- | ---- | ---- | ---- | ---- | ---- | ---- | ---- |
| 355  | 318  | 304  | 285  | 289  | 266  | 231  | 208  | 197  |

| 1975 | 1982 | 1990 | 1999 | 2006 | 2011 | 2016 | 2021 | 2022 |
| ---- | ---- | ---- | ---- | ---- | ---- | ---- | ---- | ---- |
| 167  | 153  | 142  | 126  | 133  | 157  | 151  | 135  | 130  |

## Culture locale et patrimoine

### Lieux et monuments
- Église Saint-Éloi de Brognon.

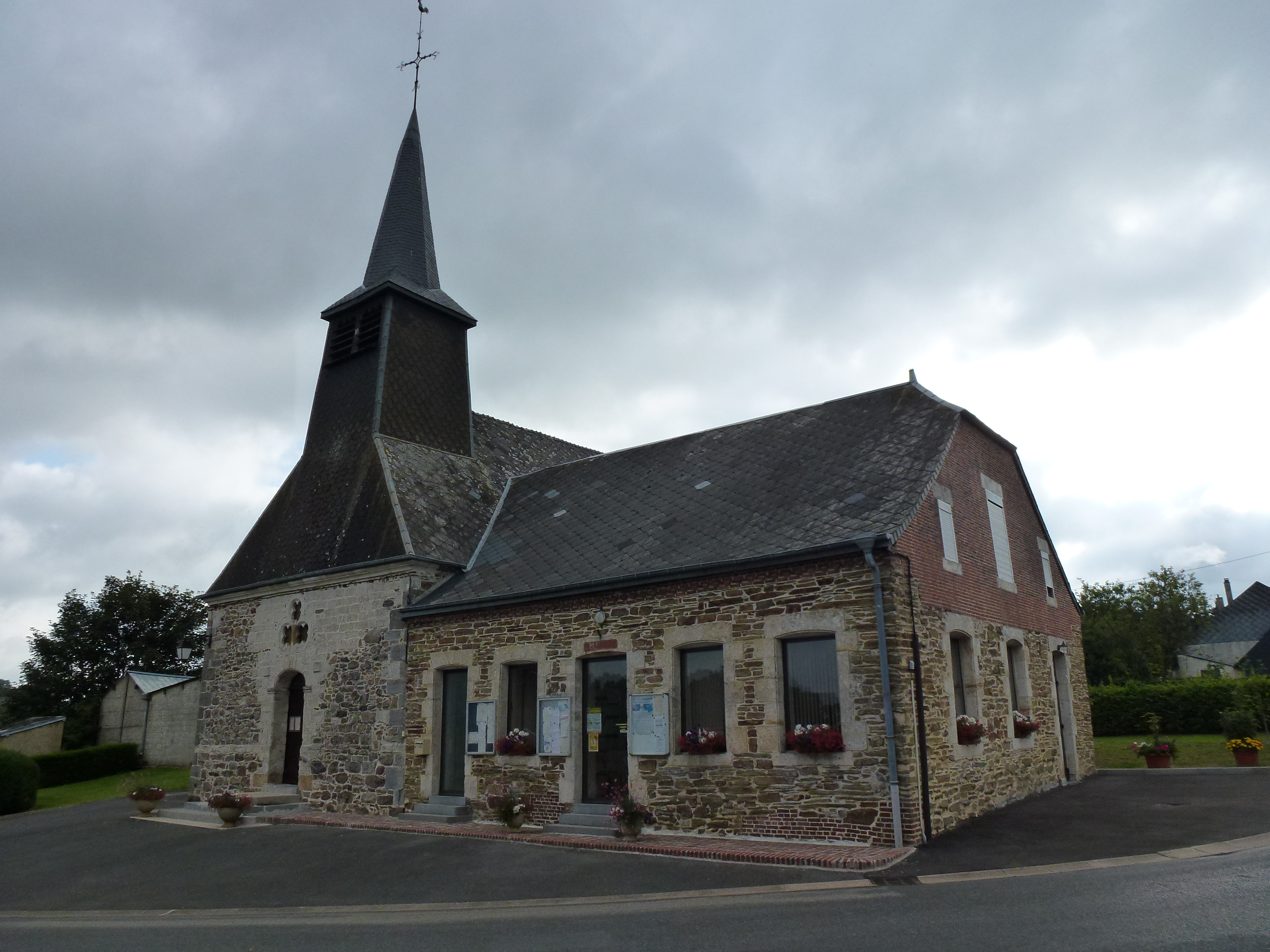
L'église et la mairie.
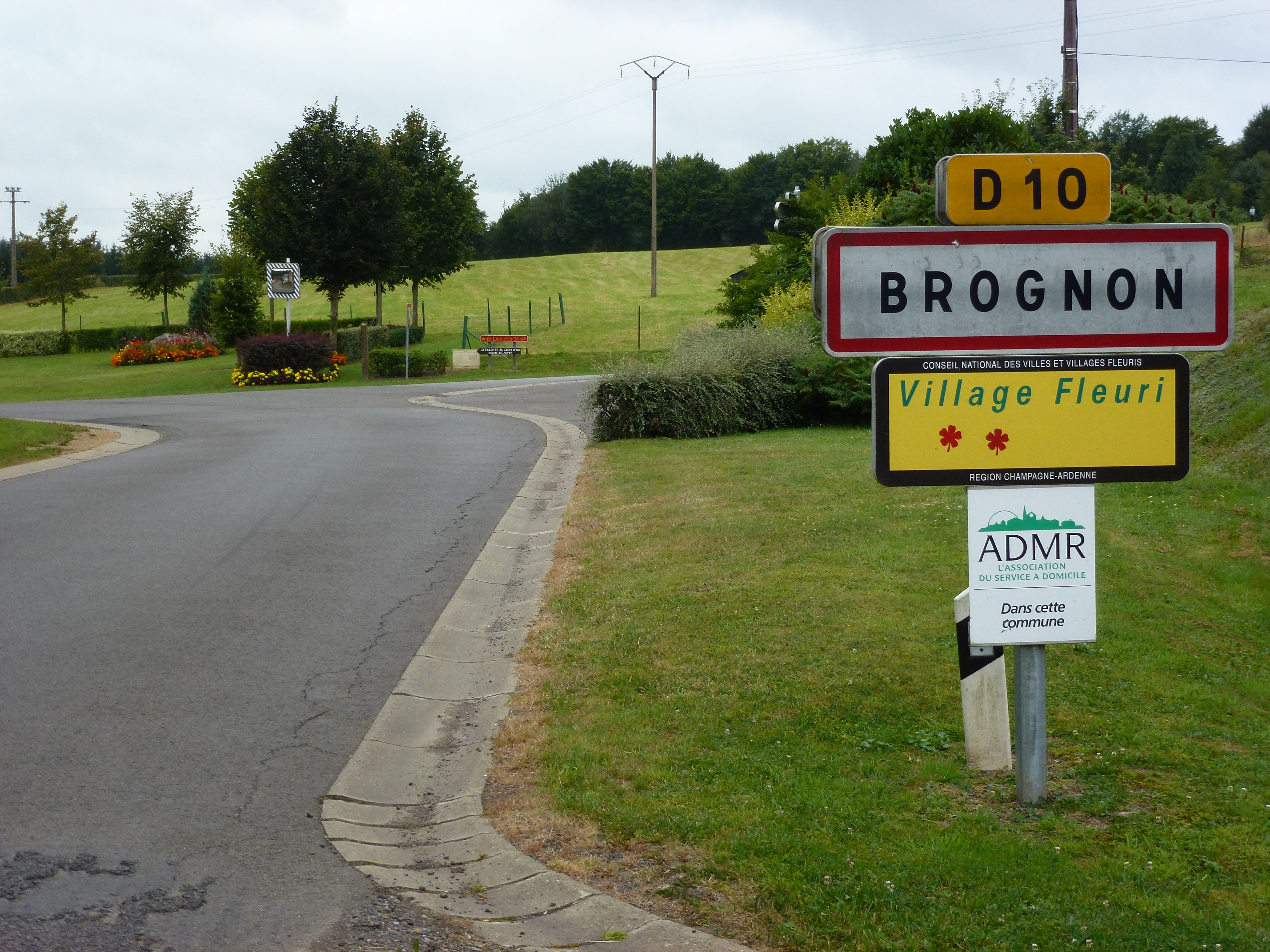
Panneau d'entrée.
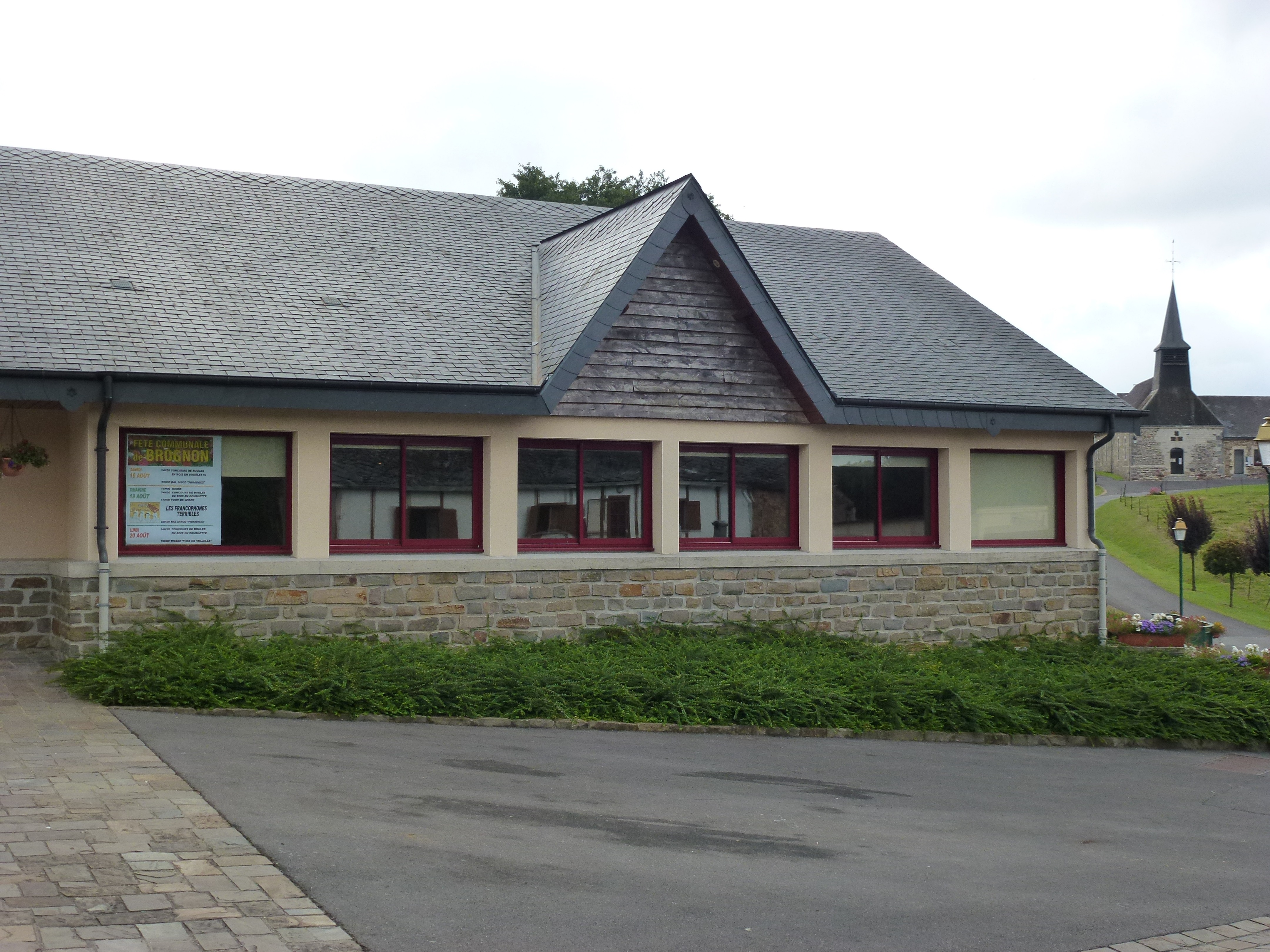
Salle polyvalente.

### Personnalités liées à la commune
- François Pierrot[25] (1760-1793), homme politique né à Brognon, député des Ardennes à l'Assemblée législative.
- Blaise Cendrars qui a séjourné à Brognon de l'été 1938 à janvier 1939[26].
- Élisabeth Prévost, voyageuse, écrivaine, inspiratrice de Blaise Cendrars y possède la propriété Les Aiguillettes, aujourd'hui disparue dans un incendie, où séjourna Blaise Cendrars.

### Héraldique
| Blason de Brognon | Blason  | De sinople à la bande ondée d'or chargée d'une merlette de gueules posée à plomb, accompagnée en chef d'une fleur de lis d'or et en pointe d'un croissant du même. |
| Blason de Brognon | Détails | Création MM. Baron, Demoncheaux et Jolly. Adopté le 2 avril 2001.                                                                                                  |